# Домініон (настільна гра)

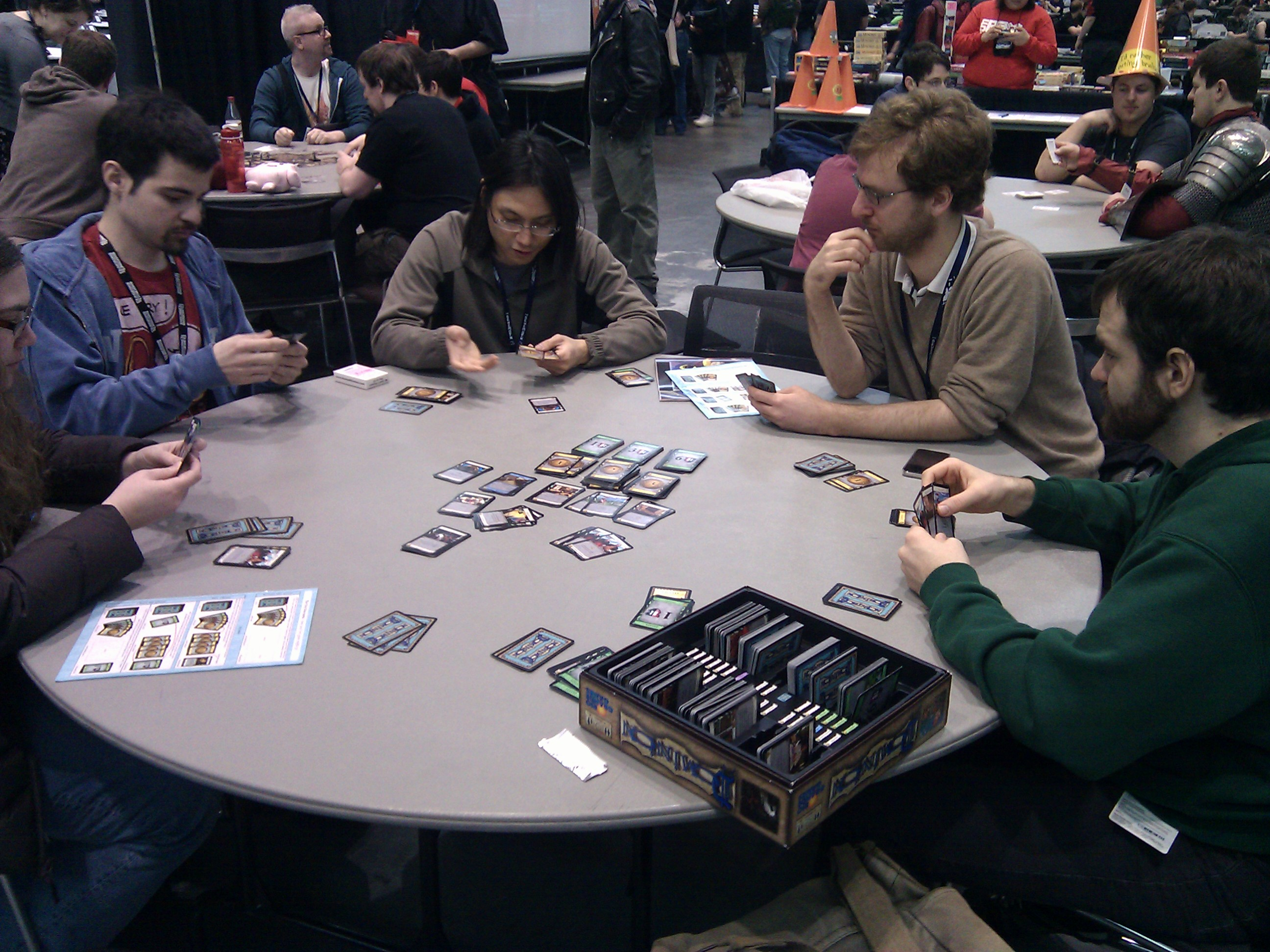
Гра Dominion на Penny Arcade Expo 2011 року.

Dominion — карткова гра, створена Дональдом X. Ваккаріно та вперше видана компанією Rio Grande Games у 2008 році. Це перша гра, що впровадила механіку, відому як «будівництво колоди», яка пізніше була запозичена іншими розробниками ігор.
Гра має середньовічну тематику — хоча це не сильно впливає на її механіку — з зображеннями та назвами, які представляють доіндустріальне феодальне суспільство.
Хоча існують паралелі з колекційними картковими іграми, такими як Magic: The Gathering, є принципова відмінність у тому, що в Dominion гравці створюють свої колоди під час самої гри. Ваккаріно також категорично заперечив, що Magic була джерелом його натхнення.
Dominion у 2009 році отримала нагороди Spiel des Jahres і Deutscher Spiele Preis. Наприкінці 2010 року було продано понад мільйон копій гри та її доповнень по всьому світу.

## Ігрова система
Dominion — це гра для двох-чотирьох гравців, які змагаються за створення найціннішої колоди карт. Гра пропонує чотирнадцять типів карт, з яких чотири основні:
- Карти перемоги: вони мають цінність переможних очок, але не мають функції під час гри, тому їх придбання на ранніх етапах може уповільнити гравця.
- Карти проклять: протилежні картам перемоги, оскільки мають негативну вартість очок.
- Карти скарбів: слугують як валюта для придбання інших карт під час фази покупок.
- Карти дій: генерують ефекти під час фази дій гравця. Деякі з цих ефектів включають придбання нових карт, надання карт скарбів, нові можливості для покупок або додаткових дій, а також вплив на інших гравців.

Окрім вищезазначених, є карти атак, які безпосередньо шкодять суперникам, змушуючи їх скинути карти з руки або отримати карти проклять. Також є карти реакції, які дозволяють грати поза чергою у відповідь на дії суперників.

## Цифрові версії
Перед появою ліцензованої онлайн-версії Dominion існувало кілька неофіційних онлайн-реалізацій гри; компанія Rio Grande Games попросила припинити їх діяльність після випуску офіційної версії. Одна з таких неофіційних версій, розміщена на dominion.isotropic.org, використовувалася розробником Dominion Дональдом X. Ваккаріно та його тестувальниками під час розробки нових карт, навіть довгий час після закриття сайту для загального доступу.
Ліцензована браузерна онлайн-версія Dominion, розміщена на платформі Goko, стала доступною у березні 2013 року. Спочатку планувалося її випустити 16 серпня 2012 року, але через баги та перевантаження серверів реліз було скасовано і гру повернули в стадію бета-тестування. Офіційна версія пропонувала базову гру Dominion безкоштовно, а карти з доповнень можна було придбати за окрему плату. У жовтні 2015 року офіційна онлайн-версія Dominion від Goko перейшла на нову версію 2.0, розроблену компанією Making Fun. Making Fun зберегла всі покупки клієнтів з оригінальної версії від Goko, але в лютому 2016 року генеральний директор Making Fun Джон Велч оголосив, що ліцензія, надана компанії Making Fun для розробки офіційної онлайн-гри Dominion, закінчиться наприкінці 2016 року і не буде продовжена. З 1 січня 2017 року ліцензія на розробку офіційної онлайн-версії Dominion була передана компанії Shuffle iT, заснованій двома гравцями високого рівня у Dominion. Вони були незадоволені всіма попередніми онлайн-реалізаціями Dominion і запропонували свій новий підхід Ваккаріно, який був вражений їх розробкою та надав їм ліцензію.
Temple Gates Games випустила ліцензовану версію Dominion для Microsoft Windows, iOS та Android пристроїв у ранньому доступі у жовтні 2021 року. Ця версія гри була розроблена з використанням штучного інтелекту та нейронних мереж для створення конкурентоспроможних комп'ютерних суперників. Розробники заявили, що їхня система може адаптуватися до нових карт, які не були використані під час навчання. Гра є безкоштовною, з можливістю покупки завантажуваного контенту для кожного з доповнень карткової гри.

## Нагороди
- 2008 — Meeples' Choice Award.
- 2009 — Spiel des Jahres.
- 2009 — Deutscher Spiele Preis.
- 2009 — Mensa Select.
- 2009 — Golden Geek Award (найкраща гра року та найкраща карткова гра року).
- 2009 — Origins Award за найкращу карткову гру року.